# Adapazarı
Adapazarı este un oraș din Turcia de peste 400.000 locuitori. 
Se află lângă Râul Sakarya, la o altitudine de 31 m deasupra nivelului mării. Are o suprafață de 562 km². Populația este de 281.489 locuitori, determinată în 2022, prin Sistemul de Înregistrare a Populației pe bază de Adresă[*].